# Ante Babić
Ante Babić (Zagreb, 1. srpnja 1971.), hrvatski ekonomist i publicist, doktor ekonomskih znanosti, makroekonom, glavni tajnik Udruženja stranih ulagača u Hrvatskoj (Foreign Investors Council - FIC).

## Obrazovanje
Osnovnu i srednju školu završio je u Zagrebu (matematičko-informatički smjer), diplomirao je na Ekonomskom fakultetu u Zagrebu (međunarodna trgovina), a za svoj rad "Osnovna pitanja svakog ekonomskog sustava" dobio je Rektorovu nagradu (1992./1993.). Na istom fakultetu je magistrirao na temu "Analiza bilance plaćanja" 1995., te doktorirao na temu "Monetarni pristup bilanci plaćanja Republike Hrvatske". Tijekom akademske godine 1997./1998. bio je Fulbrightov stipendist na post-doktorskom istraživačkom programu u području monetarne i međunarodne ekonomije na Sveučilištu Harvard, te je aktualni predsjednik “Harvard kluba Hrvatska“.

## Profesionalna karijera
Od 1994. radi na Ekonomskim institutu u Zagrebu, a od 1999. kao znanstveni suradnik, na Odjelu međunarodne ekonomije. Od 1994. – 1995. honorarno radi i za Gospodarsko-kredintu banku u Zagrebu. Od 1998. do 1999. radi kao znanstveni suradnik u Hrvatskoj narodnoj banci, a od 1999. kao voditelj odjela bilance plaćanja i tečaja pri Istraživačkom odjelu Hrvatske narodne banke. Vlada Republike Hrvatske ga je 2004. godine imenovala Državnim tajnikom Središnjeg državnog ureda za razvojnu strategiju. U Končar Električnoj Industriji d.d. bio je predsjednik Nadzornog odbora 2004. – 2008., a potom član Nadzornog odbora 2008. – 2011. Od 2005. godine bavi se savjetovanjem privatnog i javnog sektora kroz vlastite savjetničke tvrtke, od kojih je Centar za međunarodni razvoj, na čijem je čelu do danas, osnovan 2008. godine i bavi se makroekonomijom, financijama, strategijom, razvojem i EU. Jedan je od osnivača udruge "Hrvatski izvoznici" 2004., te njihov dopredsjednik i glavni ekonmist, a od 2013. do 2015. bio je tajnik Udruženja stranih ulagača u Hrvatskoj., a od 2015. odlazi raditi u Europsku komisiju u Bruxellesu.

## Objavljene knjige
- Analiza bilance plaćanja, Zagreb, 1995.
- Monetarni pristup bilanci plaćanja Republike Hrvatske, Zagreb, 1996.
- Gospodarstvo, Zagreb, 1998.
- Kvartalna transakcijska potražnja za novcem, Zagreb, 1999.
- Valutne krize, Zagreb, 2000.
- Englesko-hrvatski ekonomski rječnik, Zagreb, 2001.
- Teorija i stvarnost inozemnih izravnih ulaganja u svijetu i u tranzicijskim zemljama s posebnim osvrtom na Hrvatsku, Zagreb, 2001.
- Hrvatska na putu u Europsku uniju, Zagreb, 2004.
- Englesko-hrvatski glosar bankarstva, osiguranja i ostalih financijskih usluga, Zagreb, 2005.
- Europski fondovi za Hrvatsku, Zagreb, 2005., koautori: Mate Granić, Neven Mimica, Siniša Grgić i Ante Babić
- Međunarodna ekonomija, Zagreb, 2008.
- Englesko-hrvatski ekonomski rječnik, Zagreb, 2009.
- Hrvatsko-engleski ekonomski rječnik, Zagreb, 2009.
- EUforija, Zagreb, 2013.